# Port Akka
Port Akka (hebr. נמל עכו; arab. ميناء عكا) – przystań i marina położona w mieście Akka w Izraelu. Znajduje się on na północnym wybrzeżu Zatoki Hajfy, we wschodniej części basenu Morza Śródziemnego.
Akka jest jednym ze starożytnych miast portowych, którego historia sięga epoki brązu. Ze względu na swoje strategiczne położenie umożliwiające szeroki dostęp do Palestyny, przez setki lat było ważnym portem. Miasto miało swoje okresy rozwoju i upadku, wielokrotnie zmieniając swoich właścicieli. Swój szczyt rozwoju osiągnęło na przełomie XII i XIII wieku jako stolica Królestwa Jerozolimskiego. Od XIX wieku jego rola malała na korzyść sąsiedniego miasta portowego Hajfa.

## Historia

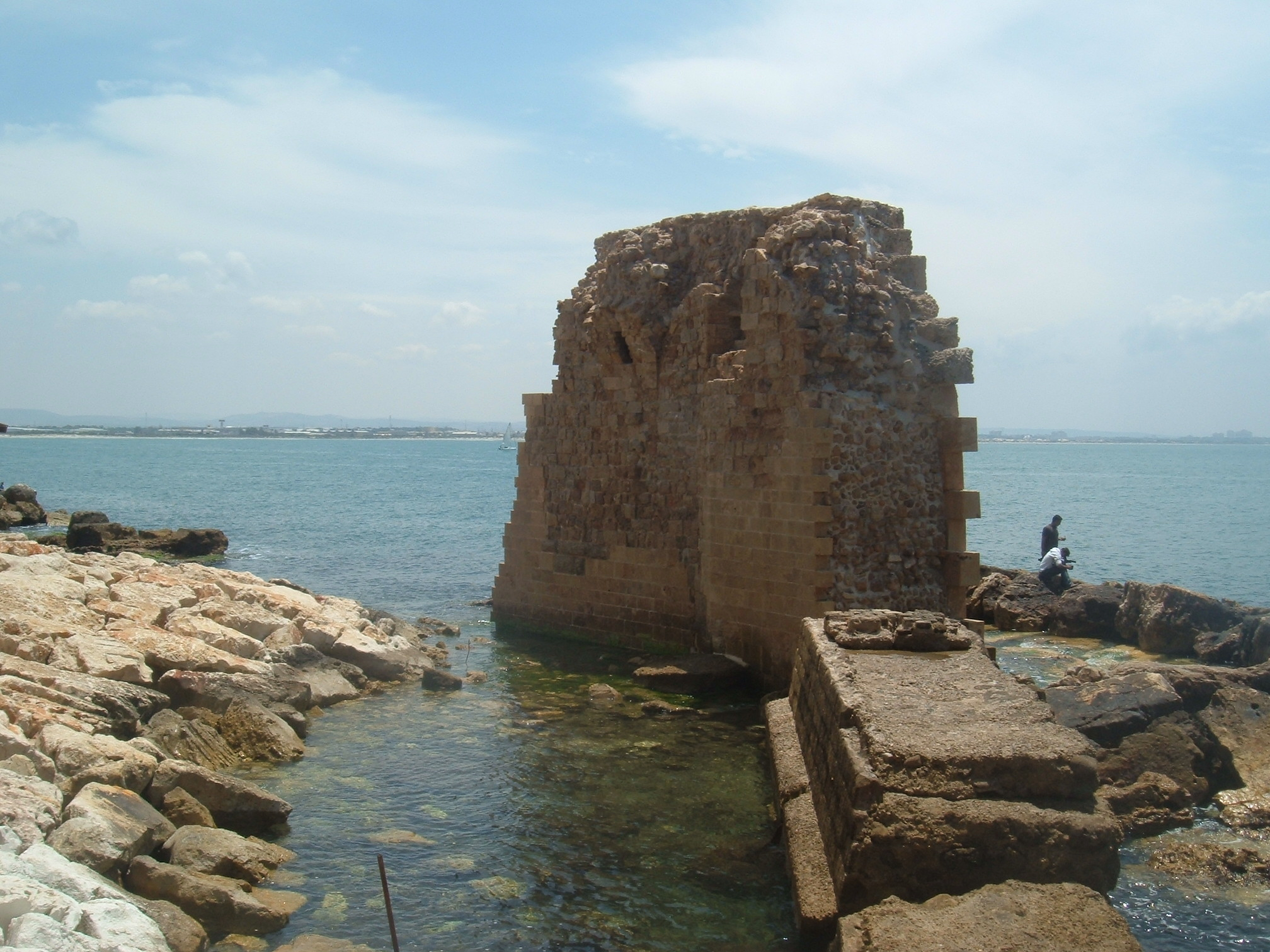
Ruiny starożytnych budowli przy porcie Akka

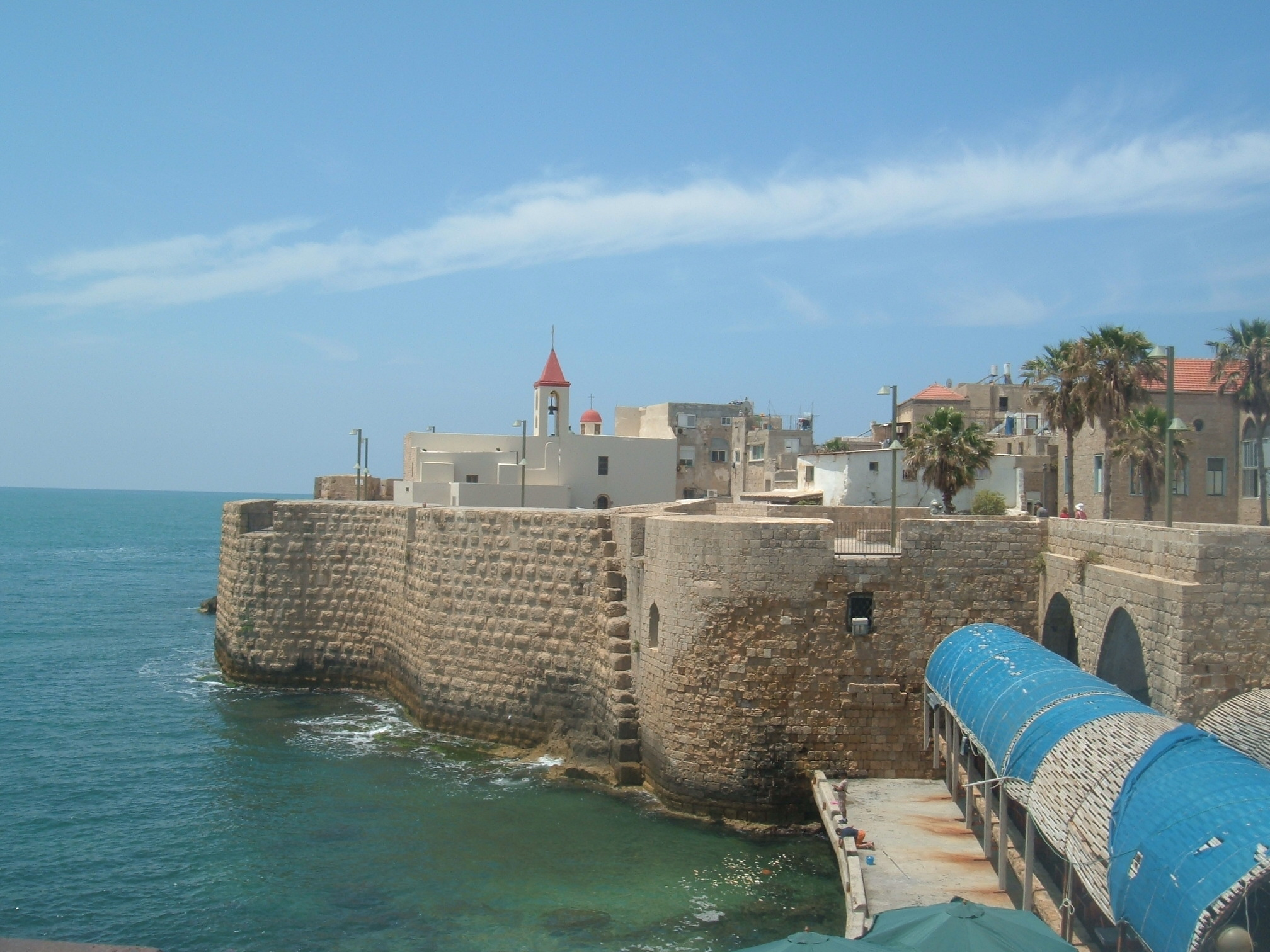
Dawna przystań krzyżowców w Akce

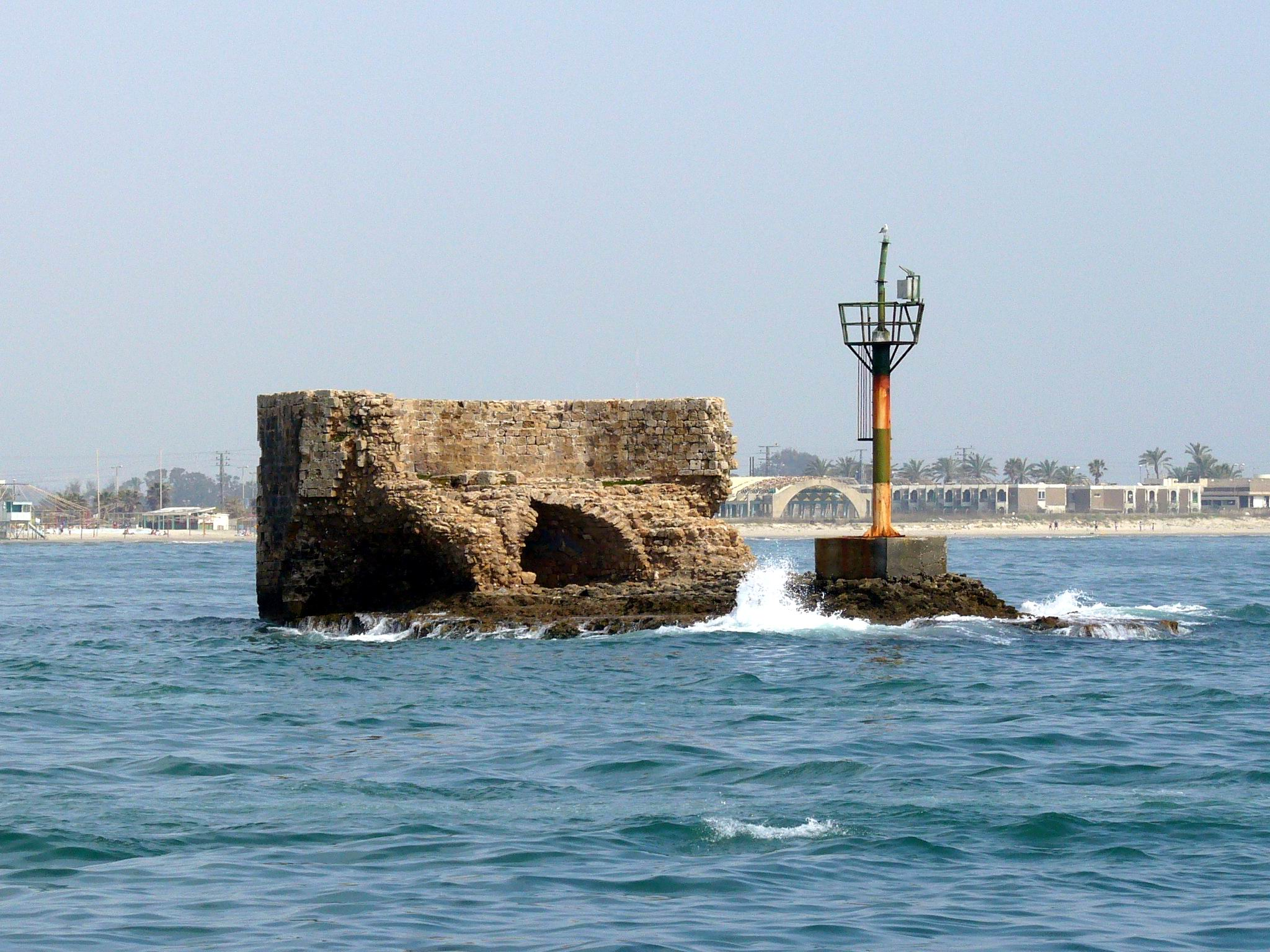
Wyspa z pozostałościami wieży obronnej na wschód od portu Akka

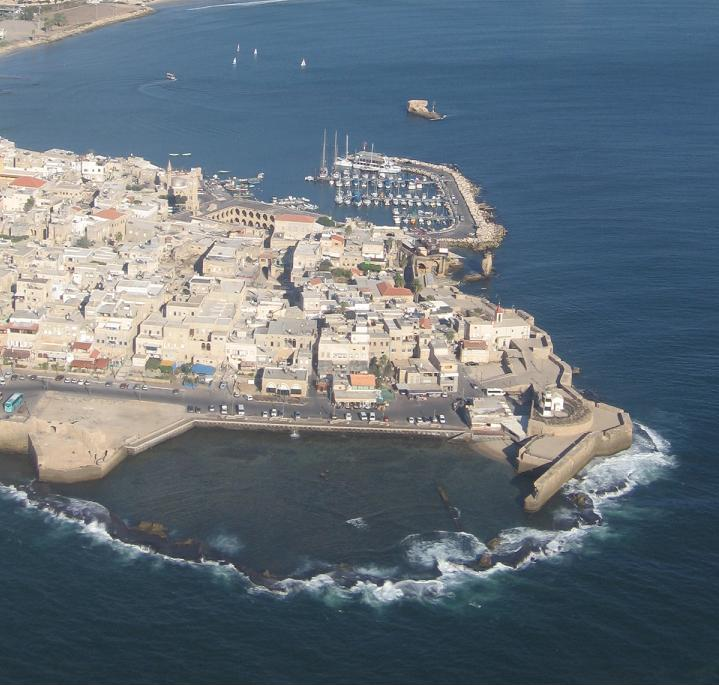
Widok z lotu ptaka na port i Stare Miasto Akki

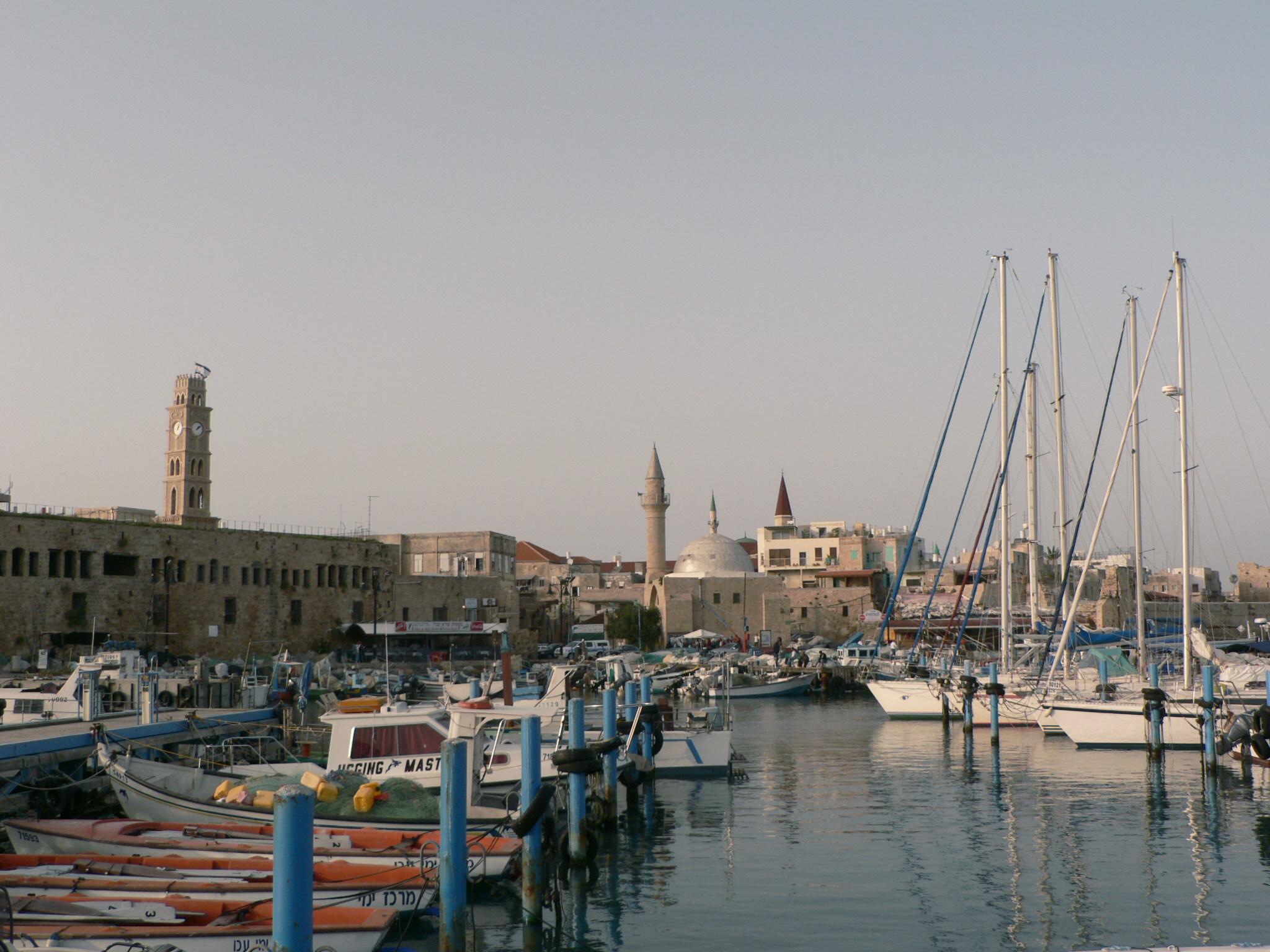
Widok na port. Z tyłu widoczny Khan al-Umdan i meczet El-Bahar

Miasto Akka od czasów starożytnych do okresu hellenistycznego znajdowało się na oddalonym o 2 km od brzegu Morza Śródziemnego wzgórzu Tell Akka (100 m n.p.m.). W połowie epoki brązu (2000–1500 p.n.e.) osada rozrosła się do rozmiarów ufortyfikowanego miasta z murem obronnym i przedmurzem. Jego okolica była jednym z najbardziej zaludnionych obszarów na terenie Kanaanu. Okres największego rozwoju miasta przypadł na XIV i XIII wiek p.n.e. Tutejszy port morski utrzymywał kontakty handlowe z Cyprem i miastami położonymi nad Morzem Egejskim. Port znajdował się wówczas u ujścia rzeki Naaman do morza. Na początku epoki żelaza osiedliły się tutaj Ludy Morza, a następnie ich miejsce zajęli Fenicjanie. W II połowie XIII wieku p.n.e. do Kanaanu wkroczyły koczownicze plemiona Izraelitów. Pomimo żydowskiej dominacji Akka była mocno związana politycznie z Fenicją. W 701 roku p.n.e. król asyryjski Sennacheryb zniszczył Akkę. Niemal natychmiast ją odbudowano, przenosząc jej lokalizację bliżej morza – mniej więcej w obecne miejsce. W 586 roku p.n.e. miasto ze swoim portem przeszło pod panowanie Babilonii. Na południowym falochronie znaleziono fenicki napis datowany na VI bądź V wiek p.n.e. W 332 roku p.n.e. wojska Aleksandra Macedońskiego podbiły Fenicję. Miasto Akka znalazło się wówczas w strefie wpływów kultury grekiej. Zmieniono wówczas nazwę miasta na Antiochia Ptolemais (gr. Αντιόχεια της Πτολεμαΐδος), a następnie Ptolemais. Tutejszy port utrzymywał ścisłe kontakty z innymi miastami Starożytnej Macedonii. Ptolemais było najważniejszym miastem portowym Celesyrii (prowincja Syria Dolna) i jednym z największych miast w świecie helleńskim. Oficjalne dokumenty Ptolemeuszy spisane w 259 roku p.n.e. na papirusie mówią, że z Ptolemais wywożono pszenicę do Egiptu. Wykopaliska archeologiczne z tego okresu odsłoniły pozostałości kamiennej podłogi domu i wyrobisko żwirowe przy wschodniej części portu. Ich obecny poziom znajduje się na głębokości trzech metrów pod poziomem morza, co jest cenną informacją o ówczesnym poziomie Morza Śródziemnego. W samym porcie odnaleziono szczątki licznych amfor pochodzących z miast portowych na Morzu Egejskim. Odkryto także duże kamienie ważące 250-300 kg, które służyły do mocowania zakotwiczonych w porcie statków.
W 64 roku p.n.e. miasto Ptolemais weszło w skład rzymskiej prowincji Syria. Pod panowaniem rzymskim kontynuowano rozwój portu. Rozbudowany wówczas południowy falochron znajduje się pod wschodnią częścią współczesnego falochronu. Gdy po śmierci Heroda Wielkiego w 4 roku p.n.e. wybuchła wojna Warusa, w Ptolemais odbyła się koncentracja rzymskich legionów przed przystąpieniem do pacyfikacji Galilei, Judei i Idumei. Sytuacja powtórzyła się podczas wojny żydowskiej w 66 roku. Na rzymskich monetach z II wieku widnieje falochron i znajdujący się przy nim budynek z arkadami. Na innej monecie można zobaczyć latarnię morską. Liczba odkrytych z tego okresu amfor jest dużo liczniejsza niż z okresu helleńskiego, co może świadczyć o większych obrotach handlowych. Występuje także dużo większe zróżnicowanie typów i pochodzenia amfor, z których większość pochodzi z Afryki Północnej. W 395 roku Syria z miastem Ptolemais znalazła się pod panowaniem Bizancjum. Stan portu wówczas znacznie się pogorszył, a południowy falochron został zniszczony. Następnie, w 638 roku miasto przeszło pod panowanie Arabów, którzy przywrócili jego dawną nazwę Akko. W latach 638–661 miasto należało do Kalifatu Raszidun i było główną stocznią oraz bazą arabskiej floty walczącej z Bizancjum. W latach 661–750 Akko należało do Kalifatu Ummajjadów. W tym okresie kalif Abd al-Malik zdecydował o przeniesieniu głównej bazy morskiej z Akko do Tyru, co rozpoczęło stopniowy proces podupadania miasta. W latach 750–978 Akko należało do Kalifatu Abbasydów. W owym czasie tutejszy port był już tak zaniedbany, że rzadko zawijały do niego statki. Nowy okres dynamicznego rozwoju miasta rozpoczął się w 868 roku wraz z dojściem do władzy dynastii Tulunidów, która rządząc z pobliskiego Egiptu, zaczęła starać się o rozwój tutejszej gospodarki. Założyciel tej dynastii, Ahmad Ibn Tulun, zbudował w Akko nowy port, co było początkiem powrotu miasta do swojej świetności. Powstały wówczas wschodni falochron chronił cumujące statki, dzięki czemu nastąpiło znaczne powiększenie obszaru portu. Osłabienie Arabów walkami wewnętrznymi wykorzystali krzyżowcy, którzy w 1099 roku utworzyli Królestwo Jerozolimskie, a w 1104 roku zajęli Akkę. W zamian za udzieloną krzyżowcom pomoc Republika Genui otrzymała liczne przywileje i zwolnienia podatkowe w obszarze portu Akki. W owym czasie w Ziemi Świętej istniały jeszcze dwa inne porty, jednak port w Jafie był płytki i nie odpowiadał potrzebom europejskich statków, natomiast dostęp do portu w Hajfie był ograniczony przez północne wiatry. Dlatego król Baldwin I z Boulogne postanowił rozbudować port w Akce. W następnych latach utrzymywał on handel i komunikację między Królestwem Jerozolimskim a Europą. Liczba przypływających statków była tak duża, że port wschodni nie był w stanie ich obsłużyć. Utworzono więc nowe południowe nabrzeże, które mogło przyjmować duże statki. Ale nawet mimo tych zmian, były takie statki, które ze względu na swoją wielkość nie mogły dokować w porcie Akka i musiałby być rozładowywane łodziami. W 1123 roku w mieście powstała autonomiczna dzielnica Republiki Weneckiej, co wzmocniło tutejsze kontakty handlowe. Koniec prosperity miasta przynieśli Mamelucy, którzy w 1291 roku zdobyli Akkę i zburzyli tutejszy port. Odkryto jednak szczątki drewnianego molo z XIV wieku, co wskazuje, że Akka utrzymywała drogą morską kontakty handlowe z innymi miastami.
W połowie XVIII wieku beduiński szejk pochodzący z Tyberiady, Dhaher al-Omar opanował i ufortyfikował Akkę, która stała się jego głównym miastem. Akka przeżyła wówczas znaczne ożywienie gospodarcze, związane głównie z eksportem do Francji bawełny. W 1775 roku jego następcą został turecki oficer Jezzar Pasza, który wykorzystując zyski z handlu, wybudował obecne mury miejskie i szereg budynków użyteczności publicznej. Podczas oblężenia miasta w 1799 roku przez wojska Napoleona Bonaparte, Jezzar Pasza zabezpieczył port zatapiając w wejściu do niego statek. Odkryty w 1966 roku wrak może być właśnie tym zatopionym statkiem (jego długość wynosi 34 metry). W sumie w rejonie portu Akka odkryto także szczątki ośmiu innych wraków – jeden rzymski, jeden z około XI–XIII wieku, trzy z okresu osmańskiego i jeden z początku XX wieku. Przeprowadzony w 1840 roku ostrzał miasta przez eskadrę brytyjskich, francuskich i austriackich okrętów wojennych, spowodował poważne zniszczenia portu, w wyniku których jego rola zmalała do niewielkiej przystani rybackiej. Ostateczny upadek portu nastąpił, gdy w 1933 roku nastąpiło otwarcie portu Hajfa. Władze izraelskie zachowały port Akka jako przystań rybacką i marinę. W 1965 roku na ruinach starożytnego południowego falochronu wybudowano współczesny falochron. W latach 1993–1999 pogłębiono port. Równolegle w porcie prowadzone są prace archeologiczne, podczas których odkryto liczne przedmioty garncarskie, narzędzia, monety, broń i amunicję.

## Struktura portu

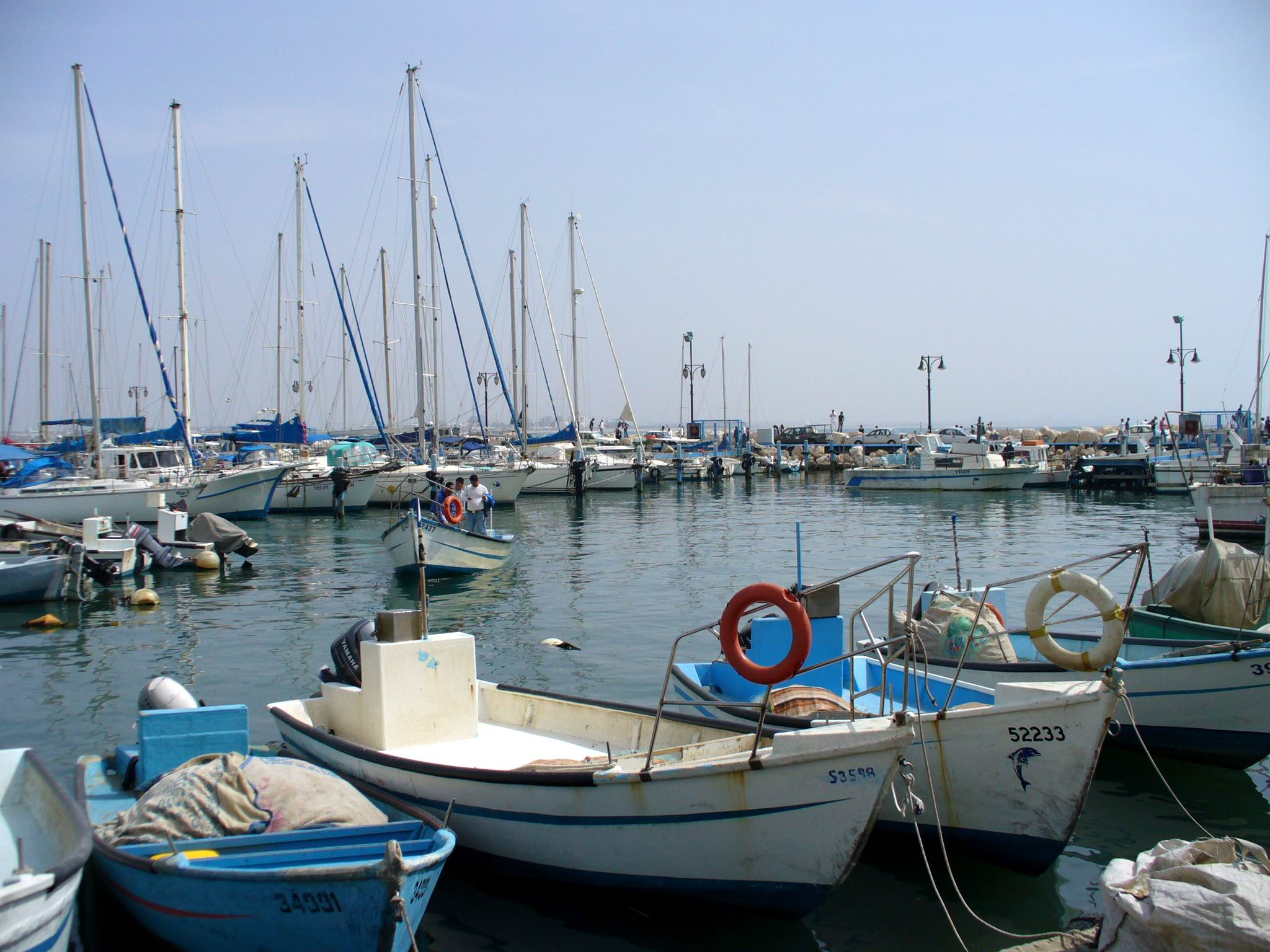
Łodzie rybackie w porcie Akka

Port Akka został oficjalnie zgłoszony w 1982 roku Zarządowi Portów Izraela jako przystań rybacka i marina. Od 1990 roku w Akce prowadzone są rozległe prace archeologiczne i konserwacyjne. W 2001 roku zespół zabytków Starego Miasta Akki został umieszczony na liście światowego dziedzictwa UNESCO. Tym samym port Akka został przekazany pod zarządzanie Stowarzyszenia Rozwoju Starej Akki (ang. The Old Acre Development Company Ltd., OADC).
Port znajduje się w południowo-wschodniej części Starego Miasta Akki. Jest chroniony od strony południowej i południowo-wschodniej przez falochron, którego wydłużeniem w kierunku wschodnim jest mała wyspa z ruinami wieży obronnej z okresu osmańskiego. Przystań jest wyposażona w pięć drewnianych pomostów, które umożliwiają bezpieczne dobijanie jachtów. Obszar przy falochronie jest wykorzystywany głównie przez łodzie rybackie. W południowej części Starego Miasta znajduje się niewielka skalista zatoczka, którą krzyżowcy wykorzystywali jako port Pisano. Prawdopodobnie dobijały tutaj łodzie rozładowujące duże statki, które ze względu na swoją wielkość nie mogły zacumować w porcie Akka.

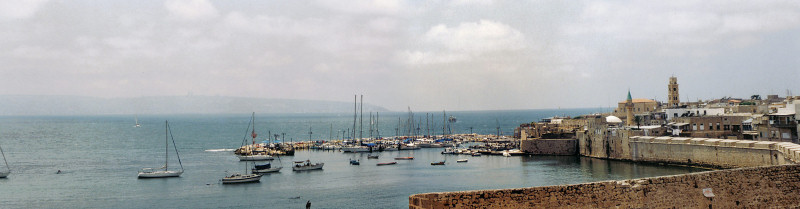
Panorama portu w Akce